# All Sports Stadium
Le All Sports Stadium est un ancien stade de baseball américain situé à Oklahoma City, dans l'État de l'Oklahoma. Il a été construit en 1961 et démoli en 2005.

## Histoire
D'un capacité de 15 000 places, il a été le domicile de l'équipe de ligue mineure des 89ers d'Oklahoma City, avant que ceux-ci ne deviennent les RedHawks et déménagent au Southwestern Bell Bricktown Ballpark en 1998. Il a accueilli de nombreux concerts.
Le stade est fermé en 1997 et détruit en 2005.